# احمد نوری‌زاده
احمد نوری‌زاده (آبان ۱۳۳۰ – ۱ شهریور ۱۴۰۰) ادیب، مترجم و پژوهشگر ایرانی بود. وی بنیانگذار ارمنی‌شناسی فارسی در ایران بود. نوری‌زاده تنها شاعر غیرارمنی جهان بود که به زبان ارمنی نیز شعر می‌سرود.

## زندگی‌نامه
وی در آبان ماه سال ۱۳۳۰ در خانواده‌ای پرجمعیت، در غازیان، بندرانزلی روستای سهلک از توابع بخش کوهستان به دنیا آمد. نوری‌زاده در کمتر از ۶ ماه نزد «آرشی بابایان» شاعر ارمنی، الفبای این زبان را آموخت وی همچنین در نزد خاژاک در-گریگوریان، رئیس «دانشکده ارمنی‌شناسی» دانشگاه اصفهان، مدتی را به آموزش زبان ارمنی گذراند. احمد نوری‌زاده در سال‌های ۱۳۴۹–۱۳۴۸ کار ترجمه و معرفی آثار شاعران ارمنی را آغاز کرد. در ارمنستان، از او به عنوان «فرزند پارسی‌گوی ملت ارمنی» یاد می‌شود و «جایزه سپاس» را از انجمن نویسندگان ارمنستان دریافت کرد.

## بیماری و درگذشت
وی در ساختمان گل یاس یکی از ساختمان‌های آسایشگاه کهریزک مخصوص بیماران ام‌اس، تحت مراقبت‌های پزشکی و اجتماعی بود.
وی در صبح روز دوشنبه ۱ شهریور ۱۴۰۰ در سن ۶۹ سالگی درگذشت.

## جوایز
نوری‌زاده به پاس چهل سال تلاش بی‌وقفه در شناساندن فرهنگ و ادب ارمنی جوایز جهانی بسیاری نیز کسب کرده است که از جمله مهم‌ترین آن‌ها عبارتند از:
- جایزهٔ جهانی فرهنگی گارپیس پاپازیان از کشور اتریش، ۲۰۰۰م
- جایزهٔ عالیترین نشان فرهنگی جمهوری ارمنستان به نام مدال موسس خورناتسی (ارمنی: ՀՀ «Մովսես Խորենացի» մեդալ) از روبرت کوچاریان، رئیس‌جمهور ارمنستان، ۲۰۰۱م
- مدرک پروفسوری افتخاری از دانشگاه ایروان، ۲۰۰۱م
- جایزه بزرگ انجمن نویسندگان ارمنستان، گانتِق، ۲۰۰۵ م
- نشان طلایی فرهنگی جمهوری ارمنستان، از طرف وزیر فرهنگ این جمهوری، به پاس فعالیت‌های فرهنگی دامنه‌دار و چشمگیر، مهر ۱۳۹۰ش (۲۶ سپتامبر ۲۰۱۱ م).

## نظرات در رابطه با وی
او در قلب ملت ارمنی به جاودانگی تاریخ خواهد پیوست.— سرکیس گراگوسیان، شاعر و نویسندهٔ ارمنی‌تبار لبنانی
او با آثار خود برای ارمنی‌ها غرور ملی کسب می‌کند و ما وظیفه داریم که ارزش‌های این انسان بزرگ و شاعر و مترجم ارزنده را بستاییم و آرزو کنیم که قلم پرتوان او همیشه پربار و پایدار باشد— توروس تورانیان، نویسنده و منتقد ارمنی‌تبار سوری
ایشان بزرگ‌ترین مترجم ادبیات ارمنی در جهان است که با آثار خود ملت ارمنی را با شگفتی مواجه کرده است. من به جرات می‌توانم بگویم در تاریخ ادبیات ارمنی هرگز چنین پدیده‌ای رخ ننموده است…— هراچیا ماتئوسیان، نویسندهٔ نامدار ارمنستانی

## بخشی از کتابشناسی

### ترجمه‌ها
- باغ سیب، باران و چند داستان دیگر: بیست داستان کوتاه و بلند از ۱۵ نویسندهٔ نامدار ارمنی»
- پاییز در پرواز اثر واراند کورکچیان
- پتر اول اثر آلکسی تولستوی
- صد سال شعر ارمنی: نمونه‌های شعر بیش از هفتاد شاعر ارمنی (۱۳۶۹ انتشارات چشمه، با پیشگفتار ۱۴۸ صفحه‌ای دربارهٔ تاریخ و فرهنگ ارمنی)
- تسولاک یک داستان بلند نوشته آکسل باکونتس
- ۲۶ کمیسر یا کمون باکو از هراچیا کوچار
- سرودهای سرخ مجموعهٔ اشعاری از یقیشه چارنتس
- آی وطن! آی وطن! مجموعهٔ اشعاری و قصه‌هایی از هوهانس تومانیان
- عاشقانه‌های آبی مجموعه شعر واهاگن داوتیان
- آمالیا رمان نوشتهٔ نار-دوس

### تالیفات
- تاریخ و فرهنگ ارمنستان: پژوهشی بر تاریخ و فرهنگ کشور ارمنستان[۱۰][۱۱]
- سلام بر شما ارمنی‌ها: مجموعه شعرهای ارمنی
- در شب تنهایی و رؤیاها: مجموعه شعرهای ارمنی
- رازقی‌ها بگذار عطر بفشانند: مجموعه شعرهای فارسی
- در شب تنهایی و زمستان جهان: مجموعه شعرهای فارسی